# Luca Ranieri
Luca Ranieri (La Spezia, 23 aprile 1999) è un calciatore italiano, difensore della Fiorentina, di cui è  capitano, e della nazionale italiana.

## Caratteristiche tecniche
Partito come terzino sinistro nelle giovanili della Fiorentina, lungo gli anni si è distinto per una crescente versatilità, adattandosi infine a un ruolo da difensore centrale di sinistra sia in una difesa a tre, sia in una a quattro.
Mancino naturale, è stato elogiato principalmente per la sua abilità negli inserimenti sulla fascia, le sue doti tecniche e la sua intelligenza tattica.
Per via delle sue caratteristiche, è stato paragonato a Manuel Pasqual, Marcos Alonso e Faouzi Ghoulam. Tuttavia, lo stesso Ranieri ha indicato Sergio Ramos, Milan Škriniar e Virgil Van Dijk fra i suoi principali modelli di ispirazione.

## Carriera

### Club

#### Esordi e settore giovanile della Fiorentina
Inizia a giocare nel Canaletto Sepor, associazione dilettantistica di La Spezia, in una formazione nella quale militavano anche altri futuri calciatori professionisti come Giulio Maggiore, Nicolò Zaniolo (suo amico e compagno di scuola) e Giuseppe Caso. Assieme agli ultimi due, viene in seguito selezionato per entrare nel settore giovanile della Fiorentina, dopo aver sostenuto dei provini anche con il Milan. All'inizio della stagione 2017-2018, viene convocato per il ritiro della prima squadra dall'allenatore dei viola, Stefano Pioli, che gli consente anche di prendere posto in panchina in alcune occasioni lungo il campionato, senza però farlo esordire.

#### Prestito al Foggia
Nella stagione 2018-19 viene ceduto in prestito stagionale al Foggia. Esordisce a livello professionistico il 26 agosto 2018, a 19 anni, nella partita di Serie B vinta per 4-2 contro il Carpi. Nonostante la pessima stagione a livello di squadra (il Foggia, penalizzato per illeciti amministrativi, termina la stagione al terzultimo posto e retrocede in Serie C), Ranieri riceve molta fiducia dal tecnico dei pugliesi Gianluca Grassadonia e totalizza 29 presenze alla sua prima stagione a livello professionistico.

#### Rientro a Firenze, l'esordio in Serie A
Al ritorno dal prestito in Puglia, nell'estate del 2019 Ranieri viene aggregato definitivamente alla prima squadra della Fiorentina, sotto la guida di Vincenzo Montella. Esordisce in Serie A con i Viola il 1º settembre 2019, giocando da titolare la partita persa in casa del Genoa (2-1). Ottiene altre 2 presenze con i toscani, rimediando anche un'espulsione contro la Lazio.

#### Prestiti ad Ascoli, SPAL e Salernitana
Il 31 gennaio 2020 viene ceduto in prestito in Serie B, all'Ascoli, dove ottiene 10 presenze fino alla fine della stagione.
Terminato il prestito nelle Marche, nel settembre 2020 viene nuovamente ceduto a titolo temporaneo rimanendo in cadetteria, questa volta alla SPAL. Con i ferraresi gioca spesso da titolare, ottenendo in tutto 25 presenze in campionato e 4 in Coppa Italia.
Il 31 agosto 2021 viene ceduto in prestito alla Salernitana, in Serie A, con cui esordisce alla terza giornata nella sfida contro il Torino. Il 23 ottobre segna la sua prima marcatura in Serie A accorciando le distanze nella sconfitta casalinga contro l'Empoli (2-4). Termina la stagione con 27 presenze, contribuendo alla salvezza della squadra campana.

#### La conferma in Viola
La stagione successiva ritorna alla Fiorentina, guidata da Vincenzo Italiano, ricoprendo inizialmente il ruolo di quarto difensore centrale in rosa. Debutta in stagione l'8 settembre 2022, facendo anche il suo esordio nelle coppe europee, nella partita di Europa Conference League pareggiata (1-1) contro il RFS Riga. In campionato ottiene solo 9 presenze, ma trova maggiore spazio nella seconda parte di stagione, fino a disputare da titolare la finale di Conference League persa per 2-1 contro il West Ham Utd.
Il 21 settembre 2023, Ranieri segna i suoi primi due gol in maglia viola, nonché la sua prima doppietta in carriera, nell'incontro della fase a gironi di Conference League in casa del Genk, conclusosi sul 2-2. Segna la sua prima rete in campionato in maglia viola il 29 dicembre 2023, nella gara interna contro il Torino vinta per 1-0, ripetendosi poi il 10 marzo nel pareggio interno contro la Roma.
Nel gennaio 2025, dopo il passaggio di Biraghi al Torino, diventa il nuovo capitano della Fiorentina.

### Nazionale

#### Nazionali giovanili
Ranieri ha rappresentato l'Italia a diversi livelli giovanili, giocando nelle rappresentative Under-16, Under-17 e Under-18.
Nel 2019 viene convocato dal CT Paolo Nicolato per il Mondiale Under-20 in Polonia, in cui l'Italia termina la sua corsa in semifinale, sconfitta per 1-0 dall'Ucraina. Titolare in tutte le partite (tranne nell'ultima giornata della fase a gironi, a qualificazione ormai assicurata) gioca come difensore centrale di sinistra in un 3-5-2, al fianco dei compagni di reparto Enrico Del Prato e Matteo Gabbia, e realizza anche un gol nella prima partita, vinta per 2-1 contro il Messico.
Esordisce con la nazionale Under-21 il 6 settembre 2019, nella partita amichevole contro la Moldavia vinta 4-0 a Catania. Nel 2021 partecipa all'Europeo Under-21 in Slovenia e Ungheria, nel quale l'Italia viene eliminata ai quarti di finale dal Portogallo.

#### Nazionale maggiore
Nel giugno del 2025, Ranieri riceve la sua prima convocazione in nazionale dal CT Luciano Spalletti, in occasione delle gare di qualificazione al campionato del mondo 2026 contro Norvegia e Moldavia. Esordisce il 9 giugno, da titolare, nel successo interno per 2-0 contro la Moldavia.

## Statistiche

### Presenze e reti nei club
Statistiche aggiornate al 25 maggio 2025.
| Stagione          | Squadra           | Campionato        | Campionato | Campionato | Coppe nazionali | Coppe nazionali | Coppe nazionali | Coppe continentali | Coppe continentali | Coppe continentali | Altre coppe | Altre coppe | Altre coppe | Totale | Totale |
| Stagione          | Squadra           | Comp              | Pres       | Reti       | Comp            | Pres            | Reti            | Comp               | Pres               | Reti               | Comp        | Pres        | Reti        | Pres   | Reti   |
| ----------------- | ----------------- | ----------------- | ---------- | ---------- | --------------- | --------------- | --------------- | ------------------ | ------------------ | ------------------ | ----------- | ----------- | ----------- | ------ | ------ |
| 2018-2019         | Foggia            | B                 | 29         | 0          | CI              | 0               | 0               | -                  | -                  | -                  | -           | -           | -           | 29     | 0      |
| 2019-gen. 2020    | Fiorentina        | A                 | 3          | 0          | CI              | 2               | 0               | -                  | -                  | -                  | -           | -           | -           | 5      | 0      |
| gen.-giu. 2020    | Ascoli            | B                 | 10         | 0          | CI              | -               | -               | -                  | -                  | -                  | -           | -           | -           | 10     | 0      |
| 2020-2021         | SPAL              | B                 | 25         | 0          | CI              | 4               | 0               | -                  | -                  | -                  | -           | -           | -           | 29     | 0      |
| 2021-2022         | Salernitana       | A                 | 27         | 1          | CI              | 0               | 0               | -                  | -                  | -                  | -           | -           | -           | 27     | 1      |
| 2022-2023         | Fiorentina        | A                 | 9          | 0          | CI              | 3               | 0               | UECL               | 7                  | 0                  | -           | -           | -           | 19     | 0      |
| 2023-2024         | Fiorentina        | A                 | 26         | 2          | CI              | 4               | 0               | UECL               | 13                 | 3                  | SI          | 0           | 0           | 43     | 5      |
| 2024-2025         | Fiorentina        | A                 | 36         | 1          | CI              | 1               | 0               | UECL               | 11                 | 2                  | -           | -           | -           | 48     | 3      |
| 2025-2026         | Fiorentina        | A                 | 0          | 0          | CI              | 0               | 0               | UECL               | 0                  | 0                  | -           | -           | -           | 0      | 0      |
| Totale Fiorentina | Totale Fiorentina | Totale Fiorentina | 74         | 3          |                 | 10              | 0               |                    | 31                 | 5                  |             | 0           | 0           | 115    | 8      |
| Totale carriera   | Totale carriera   | Totale carriera   | 165        | 4          |                 | 14              | 0               |                    | 31                 | 5                  |             | 0           | 0           | 210    | 9      |

### Cronologia presenze e reti in nazionale
| Cronologia completa delle presenze e delle reti in nazionale ― Italia | Cronologia completa delle presenze e delle reti in nazionale ― Italia | Cronologia completa delle presenze e delle reti in nazionale ― Italia | Cronologia completa delle presenze e delle reti in nazionale ― Italia | Cronologia completa delle presenze e delle reti in nazionale ― Italia | Cronologia completa delle presenze e delle reti in nazionale ― Italia | Cronologia completa delle presenze e delle reti in nazionale ― Italia | Cronologia completa delle presenze e delle reti in nazionale ― Italia |
| Data                                                                  | Città                                                                 | In casa                                                               | Risultato                                                             | Ospiti                                                                | Competizione                                                          | Reti                                                                  | Note                                                                  |
| --------------------------------------------------------------------- | --------------------------------------------------------------------- | --------------------------------------------------------------------- | --------------------------------------------------------------------- | --------------------------------------------------------------------- | --------------------------------------------------------------------- | --------------------------------------------------------------------- | --------------------------------------------------------------------- |
| 9-6-2025                                                              | Reggio Emilia                                                         | Italia                                                                | 2 – 0                                                                 | Moldavia                                                              | Qual. Mondiali 2026                                                   | -                                                                     | 83’                                                                   |
| Totale                                                                |                                                                       | Presenze                                                              | 1                                                                     |                                                                       | Reti                                                                  | 0                                                                     |                                                                       |

| Cronologia completa delle presenze e delle reti in nazionale ― Italia under 21 | Cronologia completa delle presenze e delle reti in nazionale ― Italia under 21 | Cronologia completa delle presenze e delle reti in nazionale ― Italia under 21 | Cronologia completa delle presenze e delle reti in nazionale ― Italia under 21 | Cronologia completa delle presenze e delle reti in nazionale ― Italia under 21 | Cronologia completa delle presenze e delle reti in nazionale ― Italia under 21 | Cronologia completa delle presenze e delle reti in nazionale ― Italia under 21 | Cronologia completa delle presenze e delle reti in nazionale ― Italia under 21 |
| Data                                                                           | Città                                                                          | In casa                                                                        | Risultato                                                                      | Ospiti                                                                         | Competizione                                                                   | Reti                                                                           | Note                                                                           |
| ------------------------------------------------------------------------------ | ------------------------------------------------------------------------------ | ------------------------------------------------------------------------------ | ------------------------------------------------------------------------------ | ------------------------------------------------------------------------------ | ------------------------------------------------------------------------------ | ------------------------------------------------------------------------------ | ------------------------------------------------------------------------------ |
| 6-9-2019                                                                       | Catania                                                                        | Italia under 21                                                                | 4 – 0                                                                          | Moldavia under 21                                                              | Amichevole                                                                     | -                                                                              | 46’                                                                            |
| 14-10-2019                                                                     | Erevan                                                                         | Armenia under 21                                                               | 0 – 1                                                                          | Italia under 21                                                                | Qual. Europeo Under-21 2021                                                    | -                                                                              | 35’                                                                            |
| 16-11-2019                                                                     | Ferrara                                                                        | Italia under 21                                                                | 3 – 0                                                                          | Islanda under 21                                                               | Qual. Europeo Under-21 2021                                                    | -                                                                              |                                                                                |
| 19-11-2019                                                                     | Catania                                                                        | Italia under 21                                                                | 6 – 0                                                                          | Armenia under 21                                                               | Qual. Europeo Under-21 2021                                                    | -                                                                              | 63’                                                                            |
| 3-9-2020                                                                       | Lignano Sabbiadoro                                                             | Italia under 21                                                                | 2 – 1                                                                          | Slovenia under 21                                                              | Amichevole                                                                     | -                                                                              | 73’                                                                            |
| 27-3-2021                                                                      | Maribor                                                                        | Spagna under 21                                                                | 0 – 0                                                                          | Italia under 21                                                                | Europeo Under-21 2021 - 1º turno                                               | -                                                                              |                                                                                |
| 30-3-2021                                                                      | Maribor                                                                        | Italia under 21                                                                | 4 – 0                                                                          | Slovenia under 21                                                              | Europeo Under-21 2021 - 1º turno                                               | -                                                                              |                                                                                |
| 31-5-2021                                                                      | Lubiana                                                                        | Portogallo under 21                                                            | 5 – 3 dts                                                                      | Italia under 21                                                                | Europeo Under-21 2021 - Quarti di finale                                       | -                                                                              |                                                                                |
| Totale                                                                         |                                                                                | Presenze                                                                       | 8                                                                              |                                                                                | Reti                                                                           | 0                                                                              |                                                                                |